# Sparizione di Emanuela Orlandi

Il manifesto affisso nel 1983 per le strade di Roma in occasione della scomparsa

Emanuela Orlandi in una puntata di Tandem del 20 maggio 1983

La sparizione di Emanuela Orlandi, cittadina vaticana di 15 anni, avvenne il 22 giugno 1983 a Roma, mentre la ragazza rientrava a casa dopo le lezioni di musica. Il fatto divenne uno dei più celebri casi irrisolti della storia italiana e vaticana, con implicazioni e sospetti che coinvolsero e chiamarono in causa lo stesso Stato Vaticano, lo Stato Italiano, il terrorismo internazionale, i servizi segreti di diversi Stati, la Banda della Magliana, un possibile serial killer, la responsabilità di qualche conoscente della ragazza, nonché un complotto per coprire un presunto scandalo sessuale legato alla pedofilia.
Il caso è stato oggetto di due inchieste giudiziarie, la prima tra il 1983 e il 1997, la seconda tra il 2008 e il 2015, entrambe archiviate senza trovare soluzione. Il caso è stato nuovamente aperto nel 2023 sia dai magistrati vaticani, sia dalla Procura di Roma, sia da una Commissione parlamentare bicamerale, risultando così oggetto di tre inchieste contemporaneamente. 
La vicenda fu collegata alla quasi contemporanea sparizione di un'altra adolescente romana, Mirella Gregori, avvenuta il 7 maggio 1983; tuttavia nel corso delle indagini si appurò che i due casi non avevano una matrice in comune.

## Biografia
Emanuela Orlandi nacque a Roma il 14 gennaio 1968, penultima figlia di Ercole, commesso della Prefettura della casa pontificia, e Maria Pezzano. All'epoca della scomparsa abitava in via Sant'Egidio all'interno del Vaticano coi genitori, tre sorelle e un fratello: Natalina, Federica, Maria Cristina e Pietro.

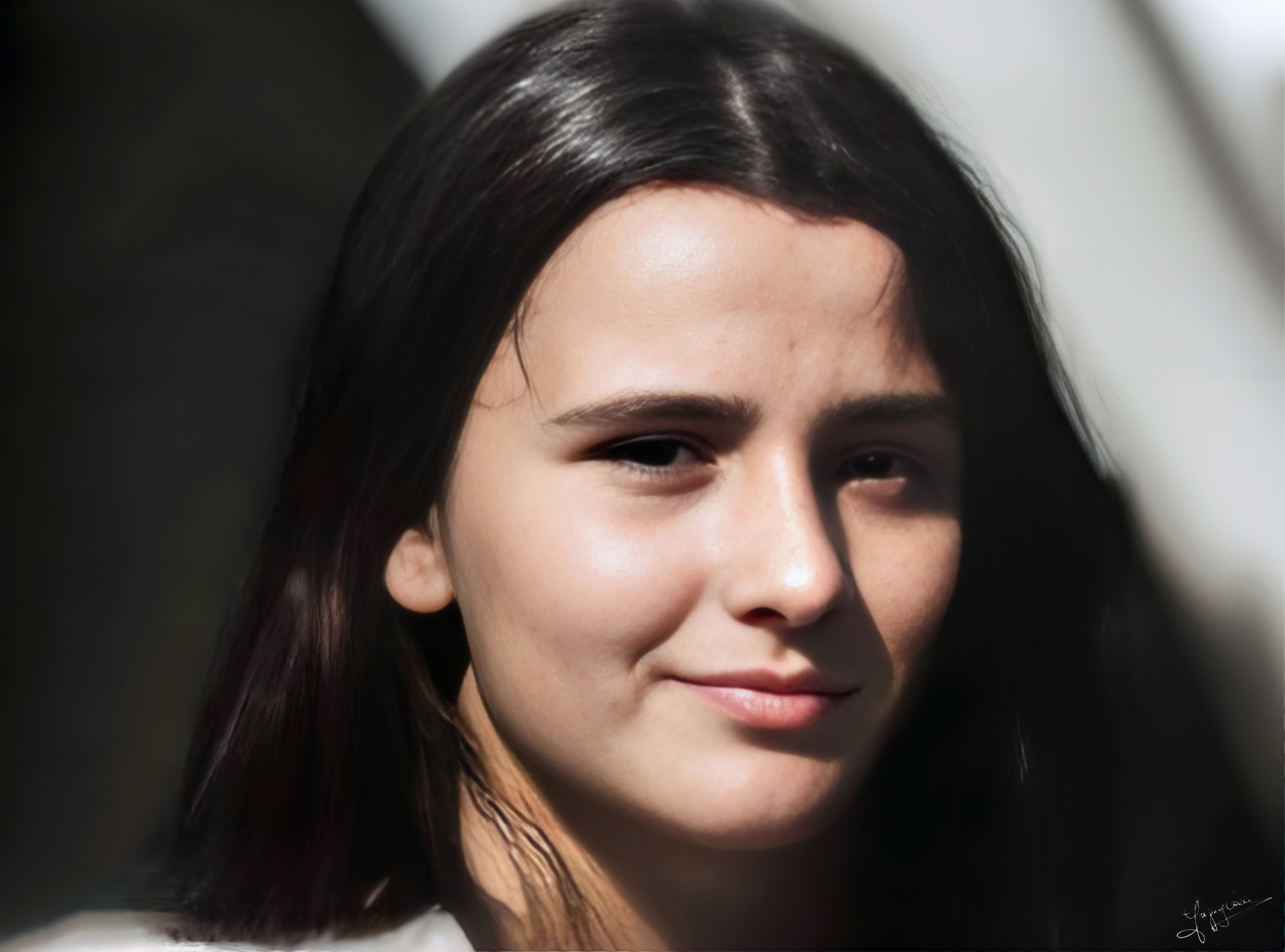
Una foto di Emanuela Orlandi restaurata a 40 anni dalla scomparsa

Nel giugno 1983 aveva appena terminato il secondo anno del liceo scientifico presso il Convitto nazionale Vittorio Emanuele II, venendo rimandata a settembre in latino e francese. Dotata di talento musicale, Emanuela frequentava da anni l'Accademia di Musica "Tommaso Ludovico da Victoria", che aveva sede nel Palazzo di Sant'Apollinare, nell'omonima piazza a poca distanza da Palazzo Madama. La scuola era collegata al Pontificio istituto di musica sacra, ed Emanuela vi seguiva i corsi di pianoforte, flauto traverso, canto corale e solfeggio. Emanuela faceva inoltre parte del coro della Chiesa di Sant'Anna dei Palafrenieri in Vaticano.
Nonostante l'anno scolastico fosse concluso, Emanuela continuava a frequentare tre volte a settimana le lezioni della scuola di musica in preparazione per il saggio finale che si sarebbe tenuto il 30 giugno.

## La scomparsa

### Cronologia dei fatti
Mercoledì 22 giugno 1983 Emanuela uscì di casa tra le 16:00 e le 16:30 per recarsi alla scuola di musica in piazza Sant'Apollinare. Prima di uscire di casa, sia per il caldo sia perché era in ritardo, la ragazza aveva chiesto al fratello Pietro di accompagnarla; questi tuttavia, a causa di un altro impegno, non poté esaudire la richiesta, motivo per cui Emanuela contrariata uscì sbattendo la porta. Fu l'ultima volta che Pietro la vide.
I precisi orari e spostamenti di Emanuela una volta lasciato il Vaticano non possono essere ricostruiti con precisione, essendo stati appurati sulla base di diverse testimonianze, a volte in contrasto tra di loro. Non è mai stato possibile appurare se Emanuela sia arrivata a scuola a piedi o in autobus. Una compagna di classe ha testimoniato che Emanuela sarebbe arrivata in ritardo alla lezione, venendo per questo redarguita dal maestro. 

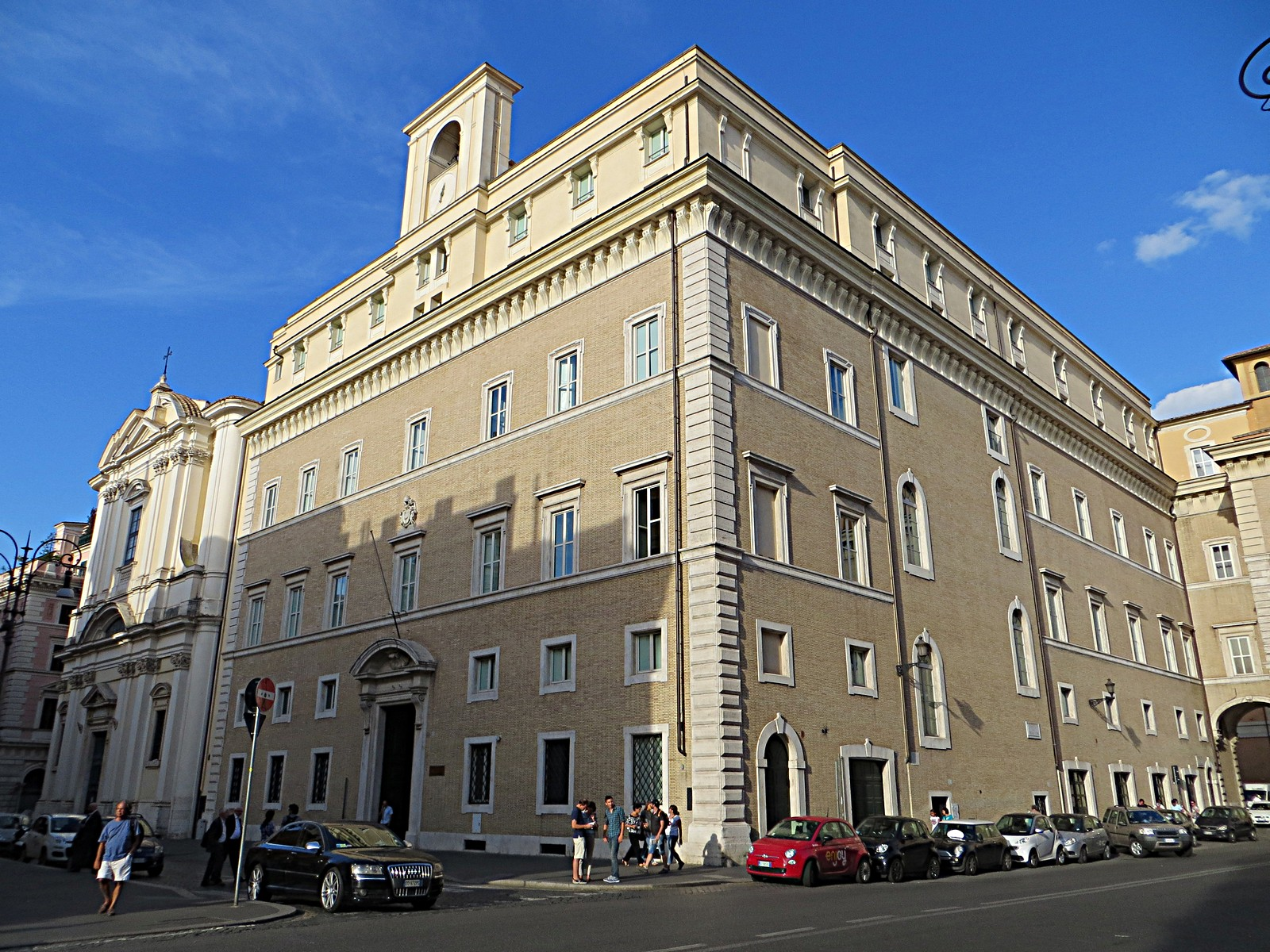
Il complesso di Sant'Apollinare con la basilica annessa. Nel palazzo aveva sede la scuola di musica in cui Emanuela Orlandi si recò la sera della scomparsa

La lezione di flauto si svolgeva dalle 17:00 alle 18:00 con l'insegnante Loriano Berti e quella di canto corale dalle 18:00 alle 19:00 con monsignor Valentino Miserachs Grau. Quel giorno le lezioni terminarono alle 18:50, poiché nella cappella della scuola si doveva celebrare la messa in onore delle nozze d'argento dei coniugi De Lellis, entrambi impiegati nella scuola. Emanuela avrebbe chiesto al maestro di uscire comunque 10 minuti prima, alle 18:40. Emanuela telefonò a casa da un telefono della scuola; rispose la sorella Federica, ed Emanuela le disse che prima di arrivare a scuola un uomo l'aveva fermata proponendole un lavoro di volantinaggio per la Avon Cosmetics, retribuito con la somma tra i 350.000 e 375.000 lire, da svolgersi durante una sfilata di moda nell'atelier delle Sorelle Fontana che si sarebbe tenuta dopo pochi giorni; la sorella le sconsigliò di accettare la proposta e le suggerì di tornare a casa per parlarne con i genitori.
Dopo la telefonata con la sorella, Emanuela avrebbe aspettato l'uscita delle altre compagne dal corso di canto e insieme a due di esse, Raffaella Monzi e Maria Grazia Casini, per raggiungere insieme la fermata dell'autobus 70 in corso Rinascimento, davanti al Senato. A detta di Monzi, Emanuela le parlò della proposta di lavoro ricevuta e le disse di essere indecisa se tornare subito a casa o attendere l'uomo che le aveva fatto l'offerta per dirgli che avrebbe chiesto prima il permesso ai propri genitori, al che Monzi le rispose di decidere in base alla sua volontà. Intorno alle 19:20, Maria Grazia e Raffaella salirono sull'autobus 70 dirette a casa, mentre Emanuela non salì sull'autobus poiché troppo affollato. Sia Raffaella sia Maria Grazia riferirono che dopo essere salite sul mezzo pubblico videro Emanuela alla fermata parlare con una ragazza dai capelli ricci scuri — che non fu mai identificata ma che con ogni probabilità era un'altra allieva della scuola di musica. Da quel momento si persero le sue tracce.

### La ragazza mai identificata
Riguardo all'identità della ragazza vista da Monzi e Casini parlare con Emanuela alla fermata dell'autobus, all'inizio si pensò che potesse trattarsi di Laura Casagrande, altra compagna di scuola di Emanuela, con capelli ricci scuri, ma questa negò il fatto dicendo che anche lei percorse corso Rinascimento ma Emanuela era qualche metro dietro di lei assieme a Casini e a Monzi. Arrivata verso la fine di corso Rinascimento, Casagrande si girò un'altra volta per controllare se Emanuela fosse ancora dietro di lei, ma questa volta non la vide più (probabilmente poiché ferma alla fermata dell'autobus 70). Casagrande, quindi - stando alle sue dichiarazioni - non poteva aver avuto modo di parlare con Orlandi davanti alla fermata dell'autobus.
Secondo la testimonianza di Maria Grazia Casini resa alla Squadra mobile di Roma il 22 luglio 1983, la direttrice della scuola, suor Dolores, nei giorni immediatamente successivi alla scomparsa, riuscì ad identificare e ad interrogare l'allieva sconosciuta e predispose un confronto tra la ragazza e Casini stessa. Tuttavia gli inquirenti non approfondirono mai la questione e non chiesero mai alla suora il nome della ragazza, lasciando così la sua identità ignota nelle indagini successive. Stando al verbale della testimonianza di Casini, la ragazza in questione avrebbe detto che lei ed Emanuela, dopo che Casini stessa e Monzi erano salite sull'autobus, si sarebbero dirette insieme lungo corso Rinascimento verso corso Vittorio Emanuele II, dove poi avrebbero preso strade differenti. Questa dichiarazione assume rilevanza investigativa in quanto quel giorno Emanuela, alla fine della scuola, aveva un appuntamento davanti a Castel Sant'Angelo con un gruppo di amici - tra i quali la sorella Maria Cristina - assieme ai quali poi sarebbe tornata a casa in Vaticano. Una volta uscita dalla scuola, quindi, sarebbe dovuta andare subito verso nord in direzione del Tevere e di Castel Sant'Angelo, ma invece si diresse verso sud su corso Rinascimento e poi su corso Vittorio. Se la testimonianza della ragazza sconosciuta riferita da Casini fosse vera, Emanuela si sarebbe diretta esattamente dalla parte opposta rispetto a quella verso cui sarebbe dovuta andare. Maria Grazia Casini dichiarerà di non ricordare il nome della ragazza in questione in quanto non la conosceva, mentre nei due successivi interrogatori fatti a suor Dolores, alla suora non fu mai chiesto il nome della ragazza.

### L'offerta di lavoro della Avon
Riguardo alla presunta offerta di lavoro fatta a Emanuela, fu accertato in seguito che la Avon — che peraltro impiegava solo personale femminile — non aveva nulla a che vedere con il fatto, e risultò inoltre che nello stesso periodo altre adolescenti dell'età di Emanuela erano state adescate da un uomo con il pretesto di pubblicizzare prodotti cosmetici in occasione di eventi quali sfilate di moda o altro.
Non è inoltre mai stato chiarito se l'offerta di lavoro della Avon sia stata fatta ad Emanuela Orlandi da sola o mentre era in compagnia di un'altra ragazza. Nel suo primo interrogatorio del 9 luglio 1983 alla Squadra Mobile di Roma, Raffaella Monzi riferì che Emanuela le aveva detto di aver ricevuto l'offerta di lavoro assieme ad un'altra ragazza, senza precisarne il nome. Questa affermazione contrasta però con le testimonianze dei vigili Bosco e Sambuco, i quali dichiararono che la ragazza da loro vista parlare con il presunto uomo Avon era da sola.

## Le ricerche dei familiari e le prime telefonate anonime

### Le prime ricerche
Non vedendo rincasare la figlia, Ercole Orlandi incominciò a cercarla insieme al figlio Pietro presso la scuola di musica e nei dintorni, contattando la preside dell'istituto, che fornì ai familiari i recapiti telefonici di alcune compagne di corso di Emanuela e consigliò di attendere prima di allertare la polizia; nondimeno Ercole Orlandi si recò subito dopo al commissariato "Trevi", in piazza del Collegio Romano, per denunciarne la scomparsa, ma gli fu suggerito di attendere prima di sporgere denuncia, poiché la ragazza poteva essersi fermata a cena fuori con amici dimenticando di chiamare a casa. La denuncia fu formalizzata la mattina seguente (23 giugno) presso l'Ispettorato di pubblica sicurezza "Vaticano" dalla sorella Natalina.
Il 23 giugno, il cugino Pietro Meneguzzi e il fidanzato di Natalina Andrea Ferraris si recarono nei pressi del Senato, l'ultimo posto in cui Emanuela era stata vista. Dopo aver appurato che in quei giorni le telecamere di sicurezza del Senato non erano in funzione, i ragazzi si rivolsero a un agente della Polizia di Stato (Bruno Bosco) e un vigile urbano (Alfredo Sambuco), i quali nel pomeriggio e la sera del giorno prima erano lì in servizio. Entrambi confermarono di aver visto una ragazza descritta come molto simile ad Emanuela — anche se non è stato mai confermato se si trattasse effettivamente di lei — parlare con un uomo che guidava una BMW Touring. Il vigile, interrogato dalla polizia una volta cominciate le indagini per la scomparsa, descrisse l'uomo come alto circa 1,75 m, di età tra i trentacinque e i quarant'anni, snello, vestito elegantemente con il viso lungo, stempiato, che portava con sé una valigetta o una borsa. Il poliziotto dichiarò di aver scorto nelle mani dell'uomo un involucro solido, forse un tascapane.
Riguardo alla BMW, entrambi riferirono appunto che l'uomo era alla guida di una BMW modello Touring, ma il colore dell'auto è cambiato numerose volte nelle diverse deposizioni di Bosco, Sambuco e dei due ragazzi parenti di Orlandi. Nelle denunce riportate da Natalina Orlandi (de relato da Meneguzzi e Ferraris) il 24 giugno, la BMW viene segnalata di colore scuro o blu. Nella relazione del 28 giugno 1983, il poliziotto Bruno Bosco descrisse invece l'auto di colore «verde chiaro brillante». Interpellati il 6 e 8 maggio 1986, Meneguzzi e Ferraris riportarono che Bosco e Sambuco avevano detto che l'auto era bicolore, con carrozzeria «verde o arancione» e la parte superiore nera. Nel 1993, in un'intervista, Alfredo Sambuco descrisse l'auto di colore «scuro metallizzato».
Il 24 giugno i quotidiani romani Il Tempo e Il Messaggero pubblicarono la notizia della scomparsa accompagnata da una fotografia della ragazza, con la richiesta di aiuto della famiglia e i recapiti telefonici.
Il primo magistrato ad occuparsi del caso fu la dottoressa Margherita Gerunda, che rivolse le sue indagini prevalentemente sulla pista sessuale. 

### Le telefonate di "Pierluigi" e "Mario"
Il 25 giugno, dopo una serie di telefonate non attendibili, arrivò agli Orlandi una chiamata da parte di un giovane che disse di chiamarsi "Pierluigi", il quale raccontò che insieme alla sua fidanzata aveva incontrato a Campo de' Fiori due ragazze, una delle quali vendeva cosmetici, aveva con sé un flauto e diceva di chiamarsi Barbara. "Pierluigi" riferì anche che "Barbara", all'invito di suonare il flauto, si sarebbe rifiutata poiché per farlo avrebbe dovuto mettere gli occhiali da vista, che non le piacevano, e aveva aggiunto che avrebbe preferito un modello della Ray-Ban come quello che la presunta fidanzata di "Pierluigi" indossava. Tre ore più tardi "Pierluigi" richiamò, aggiunse che gli occhiali di "Barbara" erano «a goccia, per correggere l'astigmatismo» ma rifiutò un incontro con i familiari di Emanuela o di metterli in contatto con la propria ragazza, sostenendo che questa fosse distratta e poco affidabile. Queste chiamate apparvero attendibili ai familiari, poiché in effetti Emanuela era astigmatica, si vergognava di portare gli occhiali e suonava il flauto.
Il 26 giugno, durante un'altra chiamata cui rispose Mario Meneguzzi, zio della giovane, "Pierluigi" aggiunse alcune informazioni su se stesso: disse di avere 16 anni e di trovarsi in quella giornata con i genitori in un ristorante al mare. Comunicò anche che "Barbara" avrebbe suonato il flauto al matrimonio della sorella programmato per settembre, ma rifiutò ogni ulteriore collaborazione per rintracciare Emanuela e di incontrare di persona lo zio; anzi, quando questi gli chiese un incontro in Vaticano — presso l'abitazione dei genitori della ragazza — "Pierluigi" rimase sorpreso chiedendo all'uomo se fosse un sacerdote. Gli inquirenti appurarono che tra gli amici di Emanuela vi era in effetti un ragazzo di nome Pierluigi M. che in quei giorni si trovava in località di mare a Ladispoli, ma fu ritenuto estraneo ai fatti. Il Pierluigi in questione, infatti, abitava anche lui in Vaticano, di cui anche lui, come gli Orlandi, era cittadino, e quindi non poteva non sapere che gli Orlandi erano cittadini vaticani (quindi non avrebbe avuto senso chiedere allo zio se fosse un sacerdote).
A partire da questo momento, agli Orlandi fu consigliato di registrare tutte le telefonate. 
Il 28 giugno fu la volta di un tale "Mario", sedicente titolare di un bar nel centro di Roma, nei pressi di piazza dell'Orologio (assai vicina al ponte Vittorio, lungo il tragitto che Emanuela percorreva abitualmente per recarsi alla scuola di musica), il quale, con un forte accento romano, disse di avere 35 anni. Mario chiamava per rispondere ad un articolo apparso il giorno prima su Il Messaggero in cui, parlando della scomparsa di Emanuela, si faceva riferimento all'uomo della Avon. A tal proposito Mario chiamava per prevenire e smentire possibili accuse a un suo conoscente, un ragazzo di 22 anni che in quei giorni viveva assieme a due ragazze assieme alle quali vendeva cosmetici (ma non cita la Avon). A detta di Mario, una di queste due ragazze era inglese o belga mentre l'altra, più giovane, diceva di essere di Venezia e di chiamarsi "Barbarella". Mario spiegò che "Barbara" gli aveva confidato di essersi allontanata volontariamente da casa perché stufa della routine domestica, ma di essere intenzionata a fare rientro alla fine dell'estate per il matrimonio della sorella. Come per la telefonata di "Pierluigi", anche nella telefonata di Mario ci furono dei dettagli significativi che potevano ricondurre a Emanuela: oltre al ricorrente nome "Barbara" (lo stesso usato da Pierluigi), l'informazione del parente che si doveva sposare a settembre era vera, in quanto a settembre si doveva celebrare il matrimonio di Natalina Orlandi. Mario aggiunse anche che "Barbara" gli aveva detto che essendosi allontanata da casa avrebbe dovuto saltare un concerto di canto, altra informazione vera in quanto il 30 giugno Emanuela avrebbe avuto il saggio finale di canto della scuola di musica. 
Significativo, durante la telefonata di "Mario", un altro piccolo dettaglio: quando gli fu chiesta l'altezza della ragazza, egli esitò, come se non lo sapesse. A questo punto, quando lo zio gli chiese se la ragazza da lui vista fosse alta all'incirca un metro e cinquanta o un metro e sessanta (come era Orlandi), dall'altra parte del telefono, in sottofondo, si sentì una seconda voce che suggeriva a Mario dicendo «No, de più», al che Mario si limitò a dire allo zio «È bell'altina». Sembra quindi che ci fosse un secondo uomo con lui, il quale aveva visto la ragazza, al contrario di "Mario", o che l'avevano vista tutte e due.

### Il ruolo di Giulio Gangi e del SISDe
Nonostante i servizi segreti entrassero in scena ufficialmente a partire dal 6 luglio (dopo l'appello del Papa), fin da domenica 26 giugno i familiari interessarono nelle indagini Giulio Gangi, di 22 anni, da pochi mesi entrato nel SISDe (servizi segreti civili), amico dei cugini della ragazza ma che aveva conosciuto anche gli Orlandi - Emanuela compresa - l'estate precedente durante le vacanze a Torano. All'inizio Gangi si interessò al caso esclusivamente a titolo personale, senza ricevere ordini e istruzioni dai suoi superiori. A detta degli Orlandi, Gangi era convinto che Emanuela fosse stata adescata e finita nel cosiddetto giro della "tratta delle bianche". Gangi fu estromesso dalle indagini nel 1984. Nel corso degli anni, soprattutto nella fase finale della prima inchiesta, sono state mosse molte critiche a Gangi circa la sua eccessiva esuberanza e comportamento avventato che poteva compromettere le indagini, comportamento giustificato dall'agente dalla sua volontà di aiutare gli Orlandi. Ad aggravare la situazione, ci fu il fatto che i magistrati vennero messi al corrente dell'operato di Gangi solo nel 1993, dieci anni dopo l'inizio del caso.
Nel 2008, durante la seconda inchiesta Orlandi, Gangi dichiarò che nei primi giorni era riuscito a rintracciare una BMW che poteva corrispondere a quella descritta dal vigile Bruno Bosco come quella dell'uomo che aveva parlato con Emanuela; la macchina, una BMW Touring color verde tundra, era in riparazione (pur essendo priva di documenti) da un meccanico della zona di piazza Vescovio. L'auto sarebbe stata portata dal meccanico da una donna bionda; il danno avrebbe riguardato la rottura del vetro del finestrino anteriore destro, ma questa rottura non sembrava causata da un'azione diretta — come solitamente per incidente o furto — dall'esterno verso l'interno, bensì dall'interno verso l'esterno. Gangi rintracciò in breve la donna in questione in un residence della Balduina, ma la donna rifiutò di collaborare. Al suo ritorno in ufficio, Gangi scoprì che i suoi superiori erano stati informati del suo contatto, nonostante fosse stato effettuato con nome e documenti di copertura e su un'auto con targa altrettanto dissimulata.

## La pista del terrorismo internazionale

### Il collegamento con l'attentato a Giovanni Paolo II

#### L'Angelus di papa Giovanni Paolo II e le telefonate dell'"Americano"
Domenica 3 luglio 1983 il Papa di allora, Giovanni Paolo II, durante l'Angelus, rivolse un appello ai responsabili della scomparsa di Emanuela Orlandi, ufficializzando per la prima volta l'ipotesi del sequestro. Di seguito le parole di papa Giovanni Paolo II durante l'Angelus riferito alla scomparsa di Emanuela:
Il 5 luglio giunse una chiamata alla sala stampa vaticana. All'altro capo del telefono un uomo, che parlava con uno spiccato accento anglosassone (e per questo subito ribattezzato dalla stampa "l'Amerikano"), affermò di tenere in ostaggio Emanuela Orlandi, sostenendo che molti altri elementi erano già stati forniti da altri componenti della sua organizzazione, "Pierluigi" e "Mario", e richiese l'attivazione di una linea telefonica diretta con il Vaticano. Chiamava in causa Mehmet Ali Ağca, l'uomo che aveva sparato al Papa in Piazza San Pietro un paio di anni prima, chiedendo un intervento del pontefice Giovanni Paolo II, affinché venisse liberato entro il 20 luglio. Fu quindi ipotizzato che i responsabili del rapimento di Emanuela Orlandi fossero degli esponenti dei Lupi Grigi, un'organizzazione terroristica nazionalista turca di ispirazione neofascista, a cui lo stesso Ağca era affiliato.  
Un'ora dopo, l'uomo chiamò a casa Orlandi. A rispondere al telefono era sempre lo zio Mario Meneguzzi. L'anonimo telefonista fece ascoltare un nastro con registrata la voce di ragazza con inflessione romana, forse di Emanuela, che ripete più volte delle frasi sconnesse, forse estrapolata da un dialogo più lungo: «Scuola. Convitto Nazionale Vittorio Emanuele II. Dovrei fare il terzo liceo 'st'altr'anno [...] scientifico...Quindici...saranno sedici a gennaio...Mi verranno a accompagna'...in un paesino sperduto, per Santa Marinella». La telefonata si chiuse con l'uomo che confermava i contatti con la Segreteria di Stato. Non è mai stato stabilito con certezza se la voce nel nastro fosse effettivamente di Emanuela Orlandi, né in quale circostanza possa essere stata registrata. La menzione di Santa Marinella è quasi sicuramente un riferimento alla località di mare laziale dove la famiglia Orlandi si recava spesso in vacanza, ospite della famiglia Meneguzzi, che lì vi aveva una casa di villeggiatura.
Il 6 luglio, i presunti rapitori fecero ritrovare a un cronista dell'ANSA in un cestino in Piazza del Parlamento una busta gialla contenente una fotocopia della tessera di iscrizione di Orlandi alla scuola di musica e la ricevuta di un versamento alla scuola. La fotocopia recava anche la scritta di saluto autografa "Con tanto affetto, la vostra Emanuela". I familiari riconobbero la calligrafia di Emanuela.
L'8 luglio 1983 un uomo con inflessione mediorientale telefonò a casa di Laura Casagrande - già citata compagna di conservatorio di Emanuela e una delle ultime ad averla vista - dicendo che la ragazza era nelle loro mani, che avevano 20 giorni di tempo per fare lo scambio con Ali Ağca, e chiedendo che venisse istituita una linea telefonica diretta con il cardinale Segretario di Stato Agostino Casaroli. La giovane dichiarò che lei ed Emanuela si erano scambiate i numeri di telefono lo stesso giorno della scomparsa, per tenersi in contatto in vista della preparazione di un concerto, aggiungendo che Emanuela aveva trascritto il suo numero su un foglio che aveva riposto nella tasca dei jeans che indossava.
Ali Ağca, in quel momento detenuto nelle carceri italiane e interrogato dalle autorità italiane, condannò fin da subito il rapimento della ragazza dichiarandosi estraneo alla vicenda manifestando il proprio supporto alla famiglia Orlandi, allo Stato Italiano e al Vaticano.
In totale papa Giovanni Paolo II fece otto appelli pubblici per la liberazione di Emanuela Orlandi.
Il 17 luglio, su indicazione dei rapitori, venne fatta trovare vicino alla sede dell'ANSA una audiocassetta, in cui si confermava la richiesta di scambio con Ağca, la richiesta di una linea telefonica diretta con il cardinale Casaroli, e si sentiva la voce di una ragazza sotto tortura che implorava aiuto, dicendo di sentirsi male. La cassetta fu fatta ascoltare al padre e allo zio di Emanuela, i quali riconobbero la voce della ragazza. Tuttavia, pochi giorni dopo, gli inquirenti rassicurarono la famiglia Orlandi dicendo che la voce nel nastro era stata estrapolata da un film pornografico e quindi non fosse quella di Emanuela.
Tuttavia, l'ex agente della DIGOS Antonio Asciore, che aveva trovato e ascoltato per primo la cassetta, dichiarò che il nastro consegnato alla famiglia Orlandi e poi pubblicato ai media non era quello originale da lui ascoltato. Asciore disse che nella registrazione originale non c'era solo la voce di una ragazza torturata, bensì anche diverse voci maschili. Inoltre, secondo lui, la registrazione originale era più lunga rispetto a quella pubblicata. La presenza di voci maschili nel nastro è supportata anche dalla prima trascrizione dell'audio effettuata dagli inquirenti il giorno stesso del ritrovamento, dando così supporto alla teoria di Asciore secondo cui la cassetta data agli Orlandi fosse falsa o comunque una versione manipolata dell'originale.
Tuttavia, nell'audiocassetta consegnata alla famiglia e resa pubblica nel 2016, la frase "meglio che mi lasci dormire adesso", pronunciata tra lamenti e suppliche, è considerata incompatibile con un contesto pornografico, contraddicendo la versione ufficiale dell’epoca, rafforzando l’ipotesi che si trattasse di Emanuela.

#### Le telefonate successive, Turkesh e il collegamento al caso di Mirella Gregori
In ogni caso, la linea telefonica fu installata il 18 luglio. Alcuni giorni più tardi, in un'altra telefonata, "l'americano" chiese allo zio di Emanuela di rendere pubblico il messaggio contenuto sul nastro, e di informarsi presso il cardinale Agostino Casaroli, riguardo a un precedente colloquio.
A fine luglio, Margherita Gerunda fu sostituita dal magistrato Domenico Sica, che aveva più esperienza in ambito di terrorismo internazionale. Anni dopo, Gerunda commentò così la sua sostituzione «interpretai il mio essere tolta dal caso Orlandi come la precisa volontà di assecondare i clamori e sposare in pieno la pista del rapimento politico per lo scambio con Agca».
A partire dal 22 luglio, la famiglia Orlandi e successivamente anche quella di Mirella Gregori si affidarono all'assistenza legale dell'avvocato Gennaro Egidio, il quale aveva una lunga esperienza in casi internazionali, in modo tale che le chiamate dei presunti rapitori non arrivassero più a casa Orlandi ma nello studio legale di Egidio. Nelle telefonate con "l'Americano", Gennaro Egidio cercò di instaurare una trattativa con l'interlocutore per la liberazione delle due ragazze, o almeno per farsi dare una prova "o della vita o della morte" di esse. Nessuna reale prova concreta fu mai fornita.
Tra i molti punti oscuri della vicenda Orlandi, non è mai stato chiarito in modo preciso da chi fu incaricato l'avvocato Gennaro Egidio e chi pagò le sue parcelle. L'annuncio formale di nomina del legale fu fatto il 22 luglio da Mario Meneguzzi, in qualità di portavoce degli Orlandi. La famiglia Orlandi ha sempre sostenuto che Egidio fu consigliato loro dal SISDe, in particolar modo nella persona di Gianfranco Gramendola. Interrogato sul merito dal giudice Adele Rando, Gramendola ha negato la circostanza. Gli Orlandi hanno sempre detto di non aver mai dovuto pagare l'avvocato, in quanto al suo pagamento se ne occupava il SISDe. Negli ultimi anni Pietro Orlandi ha detto di aver appreso più tardi che Egidio aveva conoscenze anche in Vaticano, non escludendo quindi che possa essere stato pagato dal Vaticano stesso. Il 9 maggio 2024, durante la sua audizione alla Commissione parlamentare d'inchiesta, Maria Antonietta Gregori, pur confermando che furono i servizi segreti a consigliare l'avvocato Egidio, ha parlato del diverso trattamento riservato alle famiglie, dicendo che « [...] mentre gli Orlandi non lo hanno mai pagato una lira, mio padre e mia madre hanno pagato, si sono indebitati parecchio, le sue parcelle erano salatissime».
Il 4 agosto 1983, arrivò alla sede dell'ANSA di Milano un comunicato con un nuovo ultimatum e un rinnovo della richiesta di liberazione di Ali Ağca. Il messaggio recava la firma di un gruppo fino a quel momento sconosciuto: Il Fronte Liberazione Turco Anticristiano "Turkesh". Nonostante Turkesh non fu mai in grado di fornire delle prove concrete sul fatto di avere Emanuela Orlandi nelle proprie mani, essi furono in grado di rivelare nei comunicati molti dettagli e particolari sulla vita privata della ragazza (ad esempio cosa aveva fatto negli ultimi giorni, i nomi di alcuni suoi amici oppure il numero di nei sulla sua schiena). Nello stesso comunicato veniva menzionata anche Mirella Gregori, un'altra ragazza coetanea di Emanuela, scomparsa a Roma il 7 maggio 1983, quaranta giorni prima di Orlandi, con la scritta «Mirella Gregori? Vogliamo informazioni. A queste condizioni la libereremo». Da questo momento in poi, i due casi Orlandi e Gregori furono associati nelle indagini e nell'opinione pubblica.
Nell'ottobre 1983, i membri del Fronte Turkesh, tramite altri comunicati, confermarono di custodire nelle loro mani tanto Emanuela quanto Mirella Gregori. I rapitori dichiararono che la Gregori era stata rapita per chiedere al Presidente della Repubblica Italiana Sandro Pertini di rilasciare una dichiarazione pubblica, nonché di ordinare il rilascio di Ağca. Dopo diverse consultazioni con le famiglie Orlandi e Gregori e il loro legale Gennaro Egidio, Pertini fece un pubblico appello il 20 ottobre 1983 per chiedere la liberazione delle due ragazze.
Per i successivi mesi si alternarono le telefonate dell'Americano e i comunicati di Turkesh, sebbene non ci fosse prova che i due elementi lavorassero insieme o quale dei due stesse mentendo. In totale, le telefonate de "l'Americano" furono 16, tutte da cabine telefoniche, mentre i comunicati di Turkesh furono in totale sette, inviati tra agosto 1983 e novembre 1985. Nonostante le richieste di vario tipo e le presunte prove, né l'Americano né il Fronte Turkesh aprirono mai nessuna reale pista. Infatti non furono mai prodotte prove che dimostrassero l'esistenza in vita di Emanuela né tantomeno che la ragazza fosse effettivamente ostaggio dei Lupi Grigi o di Turkesh.
Il 27 novembre 1985 arrivò all'agenzia ANSA l'ultimo comunicato, il "Komunicato XXX" del Fronte Turkesh contenente altri trentacinque particolari sulla vita con l'intestazione "Questo è l’ultimo. Purtroppo. Emanuela non tornerà più. Sono spietati. La colpa è soprattutto del Vaticano, di papa Wojtyła, dello IOR, del “giudice” di Alì Agca, di Emanuela". Da allora non si ebbero più notizie.

### L'archiviazione della prima inchiesta Orlandi
La prima inchiesta sulla sparizione di Emanuela Orlandi fu archiviata il 19 dicembre 1997, dopo quattordici anni di indagini, da parte della giudice istruttrice Adele Rando per mancanza di nuovi elementi. Nella sentenza di archiviazione, l'ipotesi del terrorismo internazionale fu ufficialmente classificata come depistaggio, venendo definito «un'abile operazione di dissimulazione del reale movente», mentre l'associazione del caso di Mirella Gregori a quello di Emanuela Orlandi fu definito «un accostamento arbitrario e del tutto strumentale».

### Il ruolo della Stasi e del KGB
Nel 2008 un ex ufficiale della Stasi Günter Bohnsack, dichiarò che i servizi segreti della Germania Est avevano sfruttato il caso di Emanuela Orlandi scrivendo finte lettere a Roma per consolidare la tesi che metteva in relazione Ağca con i Lupi Grigi, al fine di scagionare la Bulgaria dalle accuse di aver collaborato con Ağca nella pianificazione dell'attentato a papa Giovanni Paolo II, accuse che erano in realtà a loro volta strumentalmente lanciate da Ağca su istruzione dei servizi segreti italiani per screditare il Patto di Varsavia. Bohnsack dichiarò che l'ordine dell'operazione (nome in codice "Operazione Papst") veniva direttamente dal KGB.

### La versione personale di Ali Ağca
Il 2 febbraio 2010 Pietro Orlandi, fratello di Emanuela, ebbe un colloquio con Mehmet Ali Ağca, nel quale l'ex terrorista ipotizzò il rapimento per conto del Vaticano. L'ex terrorista fece inoltre il nome del cardinale Giovanni Battista Re, ritenendolo persona informata sui fatti e rassicurò Pietro sul fatto che «Emanuela è viva e ritornerà presto a casa». Secondo l'ex Lupo grigio, la ragazza «ora vive reclusa in un convento in Francia o in Svizzera. Tornerà a casa».
Un anno dopo, la registrazione del colloquio venne pubblicata dalla trasmissione Chi l'ha visto? che censurò il nome del cardinale. Pietro Orlandi, in quel momento in collegamento, comunicò di essere andato a parlare con lo stesso Re, il quale avrebbe smentito le parole dell'ex terrorista.
In tutti questi anni Ali Ağca ha sempre sostenuto (anche se spesso in maniera confusa e contraddittoria) che Emanuela Orlandi sia stata rapita in un complotto interno al Vaticano volto a chiedere la sua liberazione. Ağca ha spesso detto che il rapimento di Emanuela Orlandi sarebbe collegato al Terzo segreto di Fatima, così come l'attentato a Giovanni Paolo II e che «senza capire il Terzo segreto non capirete mai il mistero del caso Orlandi». L'ex terrorista ha inoltre sempre ritenuto che la ragazza sia attualmente ancora viva e che «non le è stato fatto alcun male», aggiungendo che «se il Vaticano volesse, Emanuela ritornerebbe a casa domani». Ali Ağca ha ribadito questa posizione anche nel dicembre 2022 in collegamento durante una puntata di Atlantide su LA7 condotta da Andrea Purgatori in cui era ospite in studio anche Pietro Orlandi.

## La pista della Banda della Magliana

### Il ritrovamento della tomba di Enrico De Pedis

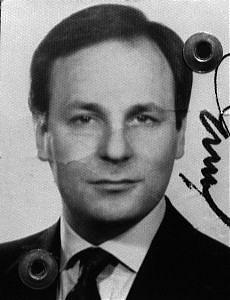
Enrico De Pedis

L'11 luglio del 2005, alla redazione del programma Chi l'ha visto?, in onda su Rai 3, arrivò una telefonata anonima in cui si diceva che per risolvere il caso di Emanuela Orlandi era necessario andare a vedere chi era sepolto nella cripta della basilica di Sant'Apollinare e controllare «del favore che Renatino fece al cardinal Poletti». Si scoprì che il defunto era Enrico De Pedis (detto Renatino), uno dei capi della Banda della Magliana. In base ai documenti ufficiali, la sepoltura era stata chiesta dal rettore della basilica, Don Piero Vergari, amico di De Pedis, con l'autorizzazione del cardinal Ugo Poletti, allora presidente della CEI.
Il 20 febbraio 2006, un pentito della Banda, Antonio Mancini, sostenne, in un'intervista al giornalista Fiore De Rienzo di Chi l'ha visto?, di aver riconosciuto nella voce di "Mario" quella di un membro della banda della fazione di De Pedis, Libero Angelico, soprannominato Rufetto. Le indagini condotte dalla Procura della Repubblica tuttavia, non confermarono quanto dichiarato da Mancini. Nonostante ciò, queste segnalazioni aprirono per la prima volta l'ipotesi che De Pedis e la Banda della Magliana potessero essere coinvolti nella sparizione di Emanuela Orlandi.
Nella telefonata integrale, dopo le rivelazioni sulla tomba di De Pedis e del cardinal Poletti, la voce aggiungeva «E chiedete al barista di via Montebello, che pure la figlia stava con lei, con l'altra Emanuela». È probabile che l'uomo si riferisse al bar della famiglia di Mirella Gregori, sito per l'esattezza in via Volturno all'angolo con via Montebello. La telefonata si concludeva con l'espressione «I genitori di Emanuela sanno tutto. Però siccome siete omertosi non direte un cazzo come al solito».

### La testimonianza di Sabrina Minardi
Sempre nel 2006 la giornalista Raffaella Notariale di Chi l'ha visto? raccolse un'intervista di Sabrina Minardi, ex moglie del calciatore della Lazio Bruno Giordano, che tra la primavera del 1982 e il novembre del 1984 ebbe una relazione con De Pedis. Minardi affermò che era stato De Pedis a rapire Emanuela Orlandi dichiarando inoltre di aver avuto lei stessa un ruolo nel nascondere la ragazza. Secondo Minardi, la ragazza sarebbe stata trasferita più volte nei giorni immediatamente dopo il rapimento: prima sarebbe stata tenuta prigioniera per quindici giorni in una casa della famiglia di Minardi stessa a Torvaianica, dove sarebbe stata assistita da una certa "Adelaide", e successivamente sarebbe stata trasferita di nuovo a Roma in un'abitazione di proprietà di Daniela Mobili in via Antonio Pignatelli 13 a Monteverde nuovo — nel Gianicolense — che aveva «un sotterraneo immenso che arrivava quasi fino all'Ospedale San Camillo». L'esistenza di questo sotterraneo è stata accertata dagli inquirenti il 26 giugno 2008, ma la polizia scientifica non trovò alcuna traccia di Orlandi. Di lei si sarebbe occupata la governante della signora Daniela Mobili, "Teresina". Secondo Minardi, Mobili, sposata con Vittorio Sciattella, era vicina a Danilo Abbruciati, altro esponente di spicco della Banda della Magliana coinvolto nel caso Calvi.
Mobili ha negato di conoscere Minardi e di avere avuto un ruolo nell'asserito rapimento, poiché in quegli anni si trovava, così come il marito, in prigione; tuttavia Minardi si è sempre riferita alla governante "Teresina", che effettivamente lavorava nell'appartamento in quel periodo. Successivamente, Minardi ha citato un altro componente della Banda (corrispondente a un vecchio identikit) che, rintracciato dalle forze dell'ordine, ha confessato che il rifugio in via Pignatelli fosse sì un nascondiglio, «ma non per i sequestrati, [bensì] per i ricercati. Era il rifugio di "Renatino" [De Pedis]», negando la connessione fra l'ex boss della Magliana e il rapimento Orlandi.

Minardi ha poi raccontato di aver ricevuto da De Pedis l'incarico di prelevare Orlandi ad un bar del Gianicolo e di accompagnarla al benzinaio del Vaticano in Viale delle Mura Aurelie, poco distante da Città del Vaticano. Secondo Minardi, Emanuela sembrava in totale stato confusionario poiché "imbottita di farmaci". A questo punto un sodale di De Pedis, "Sergio", l'avrebbe messa in una BMW alla cui guida andò Minardi stessa. Rimasta sola in auto con la ragazza, la donna notò che questa «piangeva e rideva insieme» e «sembrava drogata». Arrivata al benzinaio, trovò ad aspettare una Mercedes targata Città del Vaticano da cui scese un uomo «che sembrava un sacerdote» che la prese in consegna.

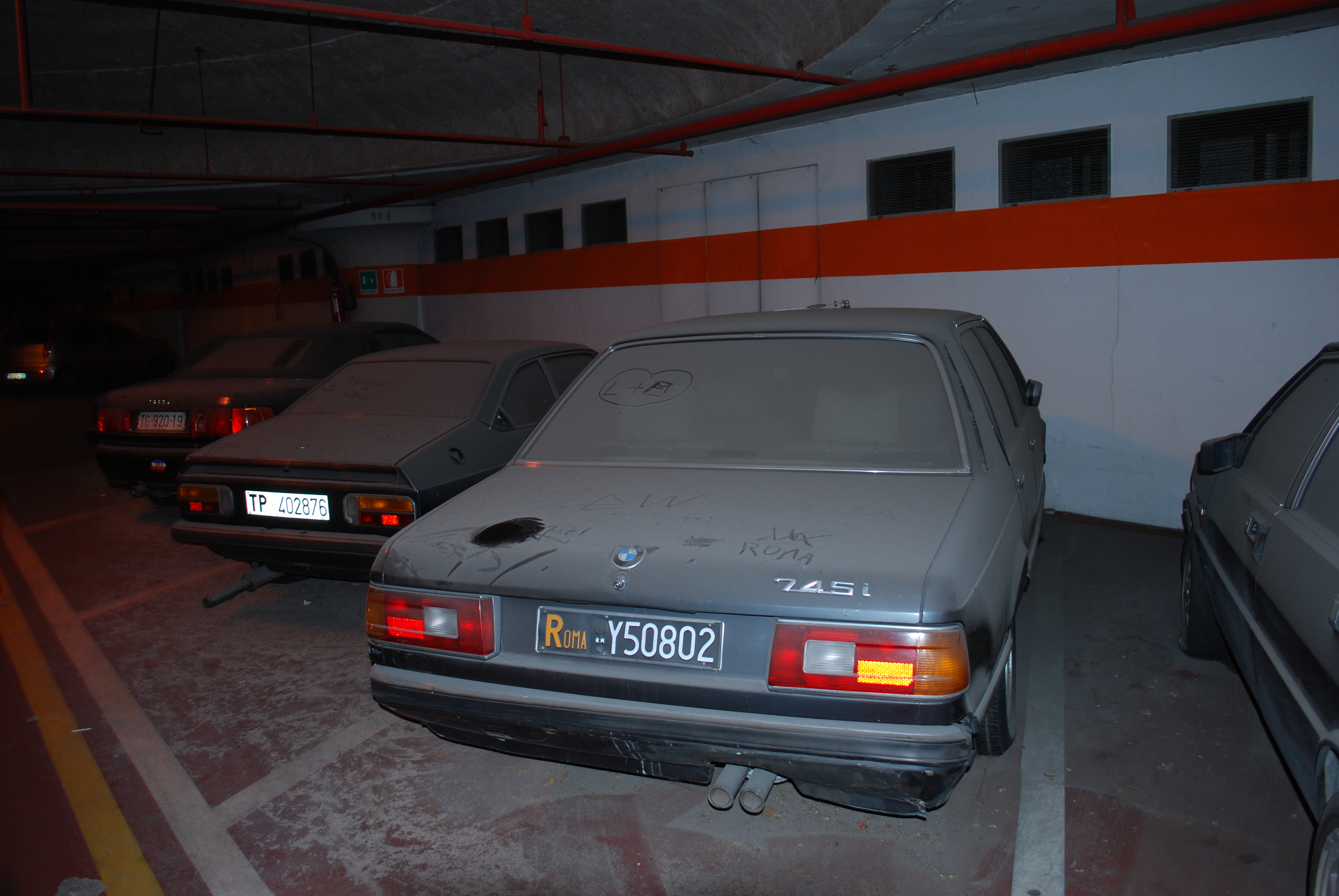
La BMW rinvenuta da Parisi, indicata come quella utilizzata da Sabrina Minardi per il trasporto di Emanuela Orlandi alle pompe di benzina del Vaticano

Nell'agosto 2008, a seguito di una segnalazione, fu ritrovata in un parcheggio di Villa Borghese, a Roma, ad opera del giornalista Antonio Parisi, la BMW che la stessa Minardi ha raccontato di aver utilizzato per il trasporto di Emanuela Orlandi e che risulta appartenuta prima a Flavio Carboni, imprenditore indagato e poi assolto nel processo sulla morte di Roberto Calvi, e successivamente a uno dei componenti della Banda. L'auto risultava abbandonata nel parcheggio dal 1995.
Minardi riferì inoltre che il sequestro di Orlandi era stato effettuato da De Pedis per ordine di monsignor Paul Marcinkus, che all'epoca era presidente dell'Istituto per le opere di religione (IOR), «per mandare un messaggio a qualcuno sopra di loro» come parte di un «gioco di potere». Minardi disse inoltre di aver aiutato in diverse occasioni De Pedis a portare a Marcinkus delle borse contenenti un miliardo di lire in contanti. Minardi raccontò anche che, su indicazione di De Pedis, lei stessa accompagnò in almeno quattro o cinque occasioni delle giovani ragazze (non è chiaro se tra queste abbia affermato che ci fosse anche Orlandi o se Minardi si riferisse ad altre occasioni) da Marcinkus in un appartamento in via Porta Angelica. Secondo alcuni giornali e pubblicazioni, l'identikit de "l'Americano", stilato dall'allora vicecapo del SISDE Vincenzo Parisi in una nota rimasta riservata fino al 1995, corrisponderebbe effettivamente a monsignor Paul Marcinkus. Gli specialisti del SISDE, analizzando i messaggi e le telefonate pervenute alla famiglia, per un totale di 34 comunicazioni, ne ritennero 16 affidabili e legate a chi aveva effettuato il sequestro, che riguardavano una persona con una conoscenza approfondita della lingua latina, migliore di quella italiana (ritenendo possibile che fosse stata appresa successivamente al latino), probabilmente di cultura anglosassone e con un elevato livello culturale e una conoscenza del mondo ecclesiastico e del Vaticano, oltre alla conoscenza approfondita di diverse zone di Roma (dove probabilmente aveva abitato).
Va detto che nel corso delle indagini la credibilità di Sabrina Minardi è stata più volte messa in discussione per via della natura contraddittoria, confusionaria e spesso inverosimile delle sue dichiarazioni, nonché per la quasi totale mancanza di riscontri. Soprattutto a partire dal 23 giugno 2008, dopo che i verbali delle sue dichiarazioni agli organi giudiziari furono resi noti alla stampa, le dichiarazioni di Minardi si fecero sempre più contraddittorie e confusionarie, spostando la sequenza temporale degli eventi e menzionando il coinvolgimento di persone o già morte all'epoca (come ad esempio Danilo Abbruciati, morto un anno prima degli eventi) oppure in carcere. Minardi, in particolare, cambiò più volte la versione sulla fine della ragazza: dapprima affermò che Emanuela Orlandi sarebbe stata uccisa e il suo corpo, rinchiuso dentro un sacco, gettato da De Pedis in una betoniera a Torvaianica, mentre in una seconda dichiarazione, invece, disse che sarebbe stato gettato in mare. In un'altra occasione, Minardi disse che assieme al cadavere della Orlandi ci sarebbe stato anche il cadavere di un bambino di 11 anni, Domenico Nicitra, figlio di un esponente della Banda, il siciliano Salvatore Nicitra, ucciso per rappresaglia. Questa versione non torna in quanto il ragazzino fu ucciso il 21 giugno 1993, ben dieci anni dopo l'epoca alla quale Minardi fa risalire l'episodio, e tre anni dopo la morte dello stesso De Pedis, avvenuta all'inizio del 1990. In più, quando gli inquirenti chiesero a Minardi di indicare il luogo dove si sarebbe trovato il cantiere a Torvaianica in cui De Pedis si sarebbe sbarazzato del corpo di Orlandi, Minardi indicò un edificio che però da un controllo risultò che nel 1983 era già stato edificato. In un'altra occasione ancora, disse che Orlandi sarebbe invece stata imbarcata da De Pedis su un aereo verso un paese arabo. Tutti questi elementi contraddittori, la presenza di alcune intercettazioni telefoniche tra Minardi e sua sorella in cui la donna riconosce di «non ricordare» molti elementi e di avere le idee molto confuse al riguardo, nonché l'ammissione della stessa Minardi di aver fatto notevole abuso di droga in quel periodo, portarono la Procura della Repubblica a dichiarare Sabrina Minardi una testimone inattendibile.
La pubblicazione dei verbali resi alla magistratura da Minardi ha suscitato le proteste del Vaticano, che, per bocca di padre Federico Lombardi, portavoce della Sala stampa della Santa Sede, ha parlato di «mancanza di umanità e rispetto per la famiglia Orlandi, che ne ravviva il dolore», e ha definito come «infamanti le accuse rivolte a Mons. Marcinkus, morto da tempo e impossibilitato a difendersi».

### Le indagini su altri esponenti della Banda della Magliana

#### Le dichiarazioni di Antonio Mancini e Maurizio Abbatino
Nel 2007 Antonio Mancini rilasciò dichiarazioni relative al coinvolgimento di De Pedis e di alcuni esponenti vaticani nella vicenda di Emanuela Orlandi, rivelando ai magistrati della Procura di Roma che in carcere, all'epoca della scomparsa della quindicenne «si diceva che la ragazza era roba nostra (della Banda, ndr), l'aveva presa uno dei nostri». Le dichiarazioni di Mancini sembrano confermate anche da Maurizio Abbatino, altro pentito e grande accusatore della Banda che, nel dicembre del 2009, rivelerà al procuratore aggiunto titolare dell'inchiesta sulla Magliana alcune confidenze raccolte fra i loro membri sul coinvolgimento di De Pedis e dei suoi uomini nel sequestro e nell'uccisione di Emanuela nell'ambito di rapporti intrattenuti da lui con alcuni esponenti del Vaticano.

#### L'indagine su Marco Sarnataro
Nel settembre 2008, la Procura di Roma fece visionare ad alcuni amici di Emanuela Orlandi alcune fotografie di alcuni membri della Banda della Magliana. Gli amici di Orlandi, infatti, avevano riferito agli inquirenti già nel luglio 1983 che in un paio di occasioni, (una il 16 giugno 1983, pochi giorni prima della scomparsa) mentre si trovavano in compagnia di Emanuela, avevano avuto l'impressione di essere seguiti da alcuni ragazzi più grandi di loro che tenevano d'occhio soprattutto Emanuela. Tra le foto mostrategli degli esponenti della Banda della Magliana, gli amici di Emanuela riconobbero Marco Sarnataro, Sergio Virtù e Angelo Cassani.
A quel punto, nell'ottobre 2008 la Procura convocò Salvatore Sarnataro, padre di Marco (che era morto nel 2007). Il padre rivelò che durante un periodo di detenzione comune a Regina Coeli il figlio Marco gli avrebbe confessato di aver preso parte al sequestro Orlandi. Salvatore Sarnataro sostenne che il figlio avrebbe agito su ordine diretto di De Pedis e che sarebbe stato proprio Marco a prelevare Orlandi «con una BMW in piazza Risorgimento senza alcun tipo di violenza». In questa dichiarazione si riscontrò la prima contraddizione nel racconto di Sarnataro, in quanto Orlandi sparì in Corso Rinascimento, non in Piazza Risorgimento. Questa e altre contraddizioni nelle dichiarazioni di Sarnataro, nonché le sue precarie condizioni di salute, spinsero la Procura a ritenerlo testimone inattendibile.

#### Sergio Virtù
Nel marzo 2010 fu indagato Sergio Virtù, indicato da Sabrina Minardi come l'autista di fiducia di De Pedis, il quale avrebbe avuto un ruolo operativo nel sequestro della ragazza, nonché altro nome riconosciuto dagli amici di Emanuela. Davanti ai PM titolari dell'inchiesta, Virtù ha negato ogni addebito sulla vicenda, in particolare di avere mai conosciuto né avuto rapporti di amicizia con De Pedis. A carico dell'ex autista c'è anche un'intercettazione di una telefonata fatta il 20 dicembre 2009 ad una donna - definita dagli inquirenti una sua ex convivente - alla quale Virtù avrebbe menzionato un ruolo nel sequestro di Orlandi e di averne per questo anche ricevuto un compenso. Nel 2015, con l'archiviazione della seconda inchiesta Orlandi, Virtù fu prosciolto.

#### Giuseppe De Tomasi
L'unico elemento di maggior credibilità su un possibile ruolo di De Pedis nella sparizione di Emanuela Orlandi è un'intercettazione ambientale — tendenzialmente ritenuta più autentica e quindi più credibile — registrata il 28 aprile 2010 a casa di Giuseppe De Tomasi, detto "Sergione", esponente di spicco della Banda della Magliana e socio in affari di De Pedis, in cui De Tomasi, parlando con la moglie riguardo alle dichiarazioni di Sabrina Minardi mentre stanno guardando il telegiornale, fa un cenno alla sepoltura della ragazza a Torvaianica da parte di De Pedis con l'aiuto di un suo sodale, Luciano Mancini detto "Er Principe", usando le parole: «Lo raccontava Renato [De Pedis]…mica è ‘na barzelletta [...] A Torvajanica so’ annati e l’hanno seppellita». Questa intercettazione non fu però approfondita dagli inquirenti in quanto De Tomasi non fu mai convocato per chiarire.
Nel luglio 2011 la procura distrettuale di Roma ha arrestato alcuni componenti della famiglia De Tomasi, accusati di reati tra i quali usura e riciclaggio di denaro. Fu inoltre ipotizzato dagli inquirenti che De Tomasi poteva essere il telefonista "Mario" che telefonò a casa Orlandi il 28 giugno 1983, mentre il figlio, Carlo Alberto De Tomasi, potrebbe essere l'autore della telefonata a Chi l'ha visto? del 2005, ma le perizie effettuate non furono in grado di stabilirlo.

### L'ipotesi del ricatto economico
Riguardo al motivo per cui la Banda della Magliana avrebbe rapito Emanuela Orlandi, fu ipotizzato, in particolar modo dal giudice Rosario Priore, che il sequestro fu un colpo della Banda per ricattare il Vaticano per pretendere la restituzione di una grande somma di denaro appartenente alla criminalità organizzata prestata allo IOR tramite il Banco Ambrosiano di Roberto Calvi. In quegli anni il Banco Ambrosiano di Calvi fungeva operazioni di riciclaggio di denaro per conto della malavita e avrebbe attinto a questo denaro sporco per degli ingenti prestiti allo IOR di Marcinkus destinati al finanziamento di Solidarność in Polonia, patria dell'allora Papa, per contrastare il controllo dell'Unione Sovietica. Tuttavia, nel 1982 il Banco Ambrosiano fallì andando in bancarotta, portando al più ampio scandalo del Banco Ambrosiano a seguito del quale lo stesso Roberto Calvi fu ritrovato "suicidato" a Londra pochi mesi dopo. Secondo questa ipotesi, dopo il crack dell'Ambrosiano e la perdita del denaro, la criminalità organizzata avrebbe prima ucciso Calvi e poi avrebbe rapito Orlandi per ricattare il Vaticano per riavere i soldi perduti. Questa ipotesi del ricatto economico fu sostenuta anche da Antonio Mancini in un'intervista a La Stampa del 24 luglio 2011.
Anche Maurizio Abbatino, intervistato nel 2018 da Raffaella Fanelli, sostenne l'ipotesi del ricatto economico legato al Banco Ambrosiano, rivelando di aver saputo da Claudio Sicilia, altro esponente della Banda della Magliana, che dietro al sequestro ci fossero alcuni criminali della zona del Testaccio — di cui De Pedis era un esponente — e spiegherà perché il suo vecchio amico avrebbe preso la Orlandi:
Va specificato che al di là delle dichiarazioni di Mancini e Abbatino, i quali all'epoca dei fatti erano rispettivamente uno in carcere e l'altro avversario di De Pedis, l'ipotesi del ricatto economico della Banda della Magliana ai danni dello IOR e del Vaticano non è mai stata supportata da alcun riscontro e alcuna prova. Inoltre questa ipotesi che vedrebbe lo IOR di Marcinkus come vittima del ricatto entrerebbe in contraddizione con le dichiarazioni di Sabrina Minardi secondo cui Marcinkus sarebbe stato il mandante del sequestro, dichiarazioni che, a loro volta, sono prive di riscontri. 

## La pista della pedofilia
Nel 2002, in seguito allo scandalo dei preti pedofili di Boston scoperto dall'inchiesta del quotidiano The Boston Globe, fu ipotizzato un collegamento anche con il caso di Emanuela Orlandi in quanto alcune delle lettere inviate dai presunti rapitori figuravano come inviate proprio da Boston. Questa pista fu tuttavia ritenuta inverosimile.
Negli anni 2000 il giornalista Pino Nicotri sostenne che una fonte interna al Vaticano gli avrebbe riferito una rivelazione circa il decesso della ragazza, forse accidentale, in seguito a un "incontro conviviale" tenutosi la sera stessa della scomparsa in una casa del Gianicolo, presso il capolinea dell'autobus che la ragazza avrebbe dovuto prendere per tornare a casa, nella residenza di un alto prelato o comunque di una persona vicina agli ambienti vaticani, e che il suo cadavere sarebbe poi stato occultato. Tutte le successive rivendicazioni e implicazioni legate al terrorismo internazionale e poi del crimine organizzato non sarebbero state altro che dei depistaggi architettati dai responsabili per deviare le indagini. 
In un'intervista rilasciata il 22 maggio 2012 a La Stampa, il noto esorcista padre Gabriele Amorth dichiarò che, secondo lui, la giovane Emanuela Orlandi sarebbe stata attirata e uccisa in un giro di festini a sfondo sessuale in cui sarebbero stati coinvolti esponenti del clero, un gendarme vaticano e personale diplomatico di un'ambasciata straniera presso la Santa Sede. Questa ipotesi fu riportata anche nel suo libro L'ultimo esorcista. Nell'intervista, l'esorcista dichiara quanto segue: «Come dichiarato anche da monsignor Simeone Duca, archivista vaticano, venivano organizzati festini nei quali era coinvolto come "reclutatore di ragazze" anche un gendarme della Santa Sede. Ritengo che Emanuela sia finita vittima di quel giro. [...] Non ho mai creduto alla pista internazionale. Ho motivo di credere che si sia trattato di un caso di sfruttamento sessuale con conseguente omicidio poco dopo la scomparsa e occultamento del cadavere. Nel giro era coinvolto anche personale diplomatico di un'ambasciata straniera presso la Santa Sede».
La stessa ipotesi, col coinvolgimento anche di Paul Marcinkus, è stata fatta dal collaboratore di giustizia Vincenzo Calcara, ex affiliato di Cosa nostra, che ha riferito alla trasmissione Chi l'ha visto?, nel 2014, una presunta confidenza di un boss mafioso, affermante che Orlandi sarebbe morta durante un festino a base di sesso e droga e sarebbe stata sepolta in Vaticano con altre presunte giovani vittime.
La pista della pedofilia in Vaticano riemerse nel 2016 con la pubblicazione del libro d'inchiesta Atto di dolore del giornalista Tommaso Nelli, contenente una dichiarazione esclusiva di una delle migliori amiche di Orlandi (che ha deciso di restare nell'anonimato) secondo cui alcuni mesi prima della scomparsa, Emanuela le avrebbe confidato di essere stata «infastidita pesantemente» da una persona "vicina al Papa" mentre si trovava nei Giardini Vaticani. La rivelazione fu riportata anche nella docu-serie di Netflix Vatican Girl: La scomparsa di Emanuela Orlandi, uscita nel 2022, contenente un'intervista della donna, anche se qui la donna colloca questa rivelazione ad appena una settimana prima della scomparsa.
Il 14 dicembre 2022 il giornalista Alessandro Ambrosini pubblica una registrazione di una conversazione avvenuta nel 2009 con un ex membro della Banda della Magliana — identificato come Marcello Neroni — il quale riferisce che Emanuela Orlandi sarebbe stata rapita o fatta sparire da Enrico De Pedis su richiesta di qualcuno all'interno del Vaticano (Neroni fa esplicitamente il nome di Agostino Casaroli, all'epoca Segretario di Stato della Santa Sede) per nascondere uno scandalo sessuale che sarebbe avvenuto all'interno delle mura leonine. Nell'audio pubblicato all'opinione pubblica sono stati censurati degli espliciti riferimenti a personalità del Vaticano coinvolte in questo presunto scandalo sessuale, mentre l'audio integrale senza censure è stato consegnato e fatto ascoltare nell'aprile 2023 al promotore di giustizia vaticano Alessandro Diddi dopo l'apertura del caso.

## L'ipotesi del serial killer
Negli anni 2000 il magistrato Otello Lupacchini e il giornalista Max Parisi, dopo aver condotto uno studio su dodici casi di ragazze scomparse e uccise a Roma tra il 1982 e il 1990, suggerirono l'ipotesi che sia Mirella Gregori che Emanuela Orlandi fossero state adescate e uccise dallo stesso serial killer che in quegli anni avrebbe causato la morte di altre dieci ragazze, tutte riconducibili ad una specifica zona di Roma e con modalità di assassinio molto simili tra di loro. Tra le altre ragazze uccise da questo assassino ci sarebbero anche gli altri noti casi di Katy Skerl e Simonetta Cesaroni. Orlandi e Gregori, tuttavia, sarebbero le uniche due vittime di cui il serial killer non avrebbe fatto ritrovare il corpo.
Secondo l'ipotesi di Lupacchini e Parisi, l'assassino sarebbe l'uomo della Avon incontrato da Emanuela poco prima di entrare a scuola. Questa ipotesi è suggestionata dal fatto che in quel periodo - come già detto - altre ragazze erano state adescate da un uomo con la scusa di un lavoro offerto dalla Avon presso la sfilata delle sorelle Fontana.

## Il presunto ruolo di Marco Accetti
Nell'aprile 2013 il fotografo Marco Fassoni Accetti, già condannato per aver investito e ucciso il 20 dicembre 1983 il giovane Josè Garramon di 12 anni, si autoaccusò di essere uno dei rapitori di Emanuela Orlandi. Come prova, Accetti fece ritrovare al giornalista di Chi l'ha visto? Fiore De Rienzo nei magazzini cinematografici De Laurentiis un flauto traverso all'interno della relativa custodia, da lui indicato come quello di Emanuela Orlandi, che la ragazza aveva con sé al momento della scomparsa. Anche se sul flauto non sono state trovate impronte o tracce di saliva della ragazza, la famiglia Orlandi si dice abbastanza sicura che si tratti effettivamente del flauto di Emanuela.
Accetti disse di aver partecipato e organizzato lui stesso il rapimento della ragazza, sostenendo di avere impersonato i telefonisti che chiamavano casa Orlandi, ovvero "Mario" e l'"Americano". Inoltre Accetti dichiarò di aver avuto un ruolo anche nella scomparsa di Mirella Gregori, il cui rapimento — secondo lui — era legato a quello di Orlandi. Accetti disse che il rapimento di Orlandi era parte di un complotto interno al Vaticano che vedeva lo scontro tra due fazioni avversarie ai fini di un ricatto per influenzare la politica anticomunista di Papa Giovanni Paolo II. A detta di Accetti, sia Gregori che Orlandi erano d'accordo sull'allontanamento - che nei piani originali doveva essere temporaneo - e che quindi non furono materialmente sequestrate ma indotte a sparire da casa per qualche giorno. Sul mancato rientro delle ragazze, Accetti disse di non sapere e ipotizzò che probabilmente c'erano state delle complicazioni dell'operazione di cui lui non era a conoscenza.
Secondo la testimonianza di Accetti, collegato ai casi Orlandi-Gregori era anche l'episodio di cronaca nera conosciuto come "Giallo dei Sibillini", ovvero la morte di Jeannette Bishop e Gabriella Guerin, avvenute a Sarnano dopo essere sparite il 29 novembre 1980. Il nome della Bishop, infatti, uscì durante le indagini sull'Istituto per le opere di religione, dell'allora presidente Paul Marcinkus. Secondo la testimonianza, il gruppo di laici e religiosi di cui Accetti faceva parte decise di effettuare un'operazione ai danni dello IOR e di altre numerose figure religiose per fermare i finanziamenti anticomunisti di Giovanni Paolo II: Jeannette fu una delle donne scelte per accusare Marcinkus di violenza sessuale, poiché era solita frequentare salotti dell'alta nobiltà, ma la sua morte bloccò il piano. Fu evidenziato che la famiglia di Emanuela Orlandi e quella di Mirella Gregori avevano come avvocato Gennaro Egidio, lo stesso della Bishop.
Nel corso delle indagini, tuttavia, la credibilità di Accetti è stata più volte messa in dubbio a causa della mancanza di alcuni riscontri; in altre occasioni, invece, molte cose sono state dimostrate, come il fatto di essere stato in possesso del flauto di Emanuela, poi fatto ritrovare dallo stesso Accetti e successivamente riconosciuto dalla famiglia Orlandi. Una perizia telefonica confermò che la voce dell'Americano che nel settembre 1983 chiamò al bar della famiglia di Mirella Gregori apparteneva davvero ad Accetti. Anche le chiamate fatte dall'Americano in casa Orlandi - dove rispondeva lo zio di Emanuela, Mario Meneguzzi - sono state attribuite ad Accetti per via dell'inconfondibile timbro vocale. Infine, la voce di Mario, uno dei primi telefonisti, è identica a quella di Accetti, confermando quindi il suo ruolo nella vicenda. Anche la chiamata che l'americano effettuò al Cardinal di Stato Agostino Casaroli, identificata come chiamata 158, è attribuibile ad Accetti. Nel caso di Gregori, nella telefonata, l'Americano/Accetti elencava in maniera precisa l'abbigliamento che Mirella indossava al momento della scomparsa. Nel 2016, Accetti dichiarò agli inquirenti che la tomba di Katy Skerl (ragazza uccisa nel 1984, il cui assassino non fu mai trovato) nel cimitero del Verano era vuota e che al suo interno avrebbero trovato solo una maniglia. Nel luglio 2022 la tomba fu aperta per un controllo e fu appurato che la bara contenente la salma era davvero scomparsa, lasciando solo una maniglia. Già in precedenza Accetti aveva dichiarato che il caso di Katy Skerl era collegato a quello di Emanuela Orlandi e Mirella Gregori.
Nel 2023, nell'ambito delle indagini sul furto della bara di Katy Skerl, la Procura di Roma avrebbe individuato una donna complice di Marco Accetti che avrebbe prestato la sua voce in un messaggio audio inviato nel dicembre 1983 da Boston in cui si ribadiva una richiesta di scambio tra Emanuela Orlandi e Alì Agca. La donna, all'epoca 19enne, avrebbe ammesso la sua complicità limitata alla sola recitazione del messaggio, pur dichiarando di essere stata all'oscuro dell'intrigo. 
Il 9 maggio 2024 una nuova perizia fonica della voce di Marco Accetti a cura dell'Ing. Marco Arcuri stabilisce una corrispondenza dell'86% della voce di Accetti con quella dei telefonisti "Mario" e l'"Americano". Nella perizia si evince come tutti i telefonisti "noti" del caso Orlandi, ovvero "Mario", e l'"Americano", nonché la voce udibile sul lato A della "cassetta delle sevizie" che legge un comunicato, sono riconducibili a Marco Accetti.   . Il 25 Aprile 2024 lo stesso ricercatore Marco Arcuri inizia ad interrogare il suo modello di Intelligenza Artificiale per avere risposte sul caso Orlandi e, dopo quasi 1 anno di addestramento con migliaia di pagine di documentazione a supporto, si consolidano alcune ipotesi sul coinvolgimento di Accetti e di apparati deviati che da subito fecero parte della vicenda. 

## Il presunto ruolo del Vaticano

### Le intercettazioni del 1993
Il 12 ottobre 1993 vi fu un'intercettazione telefonica che registrò una conversazione tra Raoul Bonarelli, all'epoca vicecapo della vigilanza vaticana, e un suo superiore. La conversazione avvenne alla vigilia dell'incontro di Bonarelli con il giudice Adele Rando in quanto Bonarelli era stato convocato nel contesto delle indagini sulla sparizione di Mirella Gregori dopo che la madre della giovane aveva dichiarato agli inquirenti di aver visto Bonarelli in compagnia di sua figlia poco tempo prima della scomparsa. Nella telefonata il superiore intimava Bonarelli di non riferire alcunché sulle indagini che il Vaticano aveva fatto sul caso di Emanuela Orlandi. Questa telefonata fu ritenuta l'indizio che il Vaticano aveva effettivamente eseguito delle indagini sul caso Orlandi nonostante sin dalla scomparsa non avesse mai avviato alcuna inchiesta ufficiale.

### La presunta trattativa con Giancarlo Capaldo
Nel dicembre 2021, l'ex magistrato Giancarlo Capaldo rivelò che tra il 2011 e il 2012, mentre era lui titolare della seconda inchiesta Orlandi in quanto Procuratore della Repubblica, si tenne nel Palazzo di Giustizia di Roma una trattativa segreta tra lui e due emissari del Vaticano, Domenico Giani, allora comandante della Gendarmeria Vaticana, e Costanzo Alessandrini, suo vice. A detta di Capaldo i due emissari erano stati mandati dalla Santa Sede per chiedere alla Procura la rimozione della tomba di De Pedis dalla Basilica di Sant'Apollinare, in quanto motivo di "grande imbarazzo" per la Santa Sede. Capaldo accettò la richiesta in cambio di collaborazione riguardo al caso Orlandi. Due giorni dopo i due emissari accettarono l'offerta e proposero a Capaldo di consegnargli un fascicolo contenente diversi nomi che potevano avere informazioni sul caso, ma specificando che non si poteva andare oltre quei nomi. A questo punto Capaldo rispose chiedendo ai due emissari, assieme al fascicolo citato, anche la restituzione di Emanuela Orlandi, viva o morta che fosse, alla famiglia.
A detta di Capaldo, due settimane più tardi i due emissari vaticani riferirono di accettare lo scambio a patto che Capaldo avesse fornito all'opinione pubblica una storia verosimile che assolvesse il Vaticano da ogni responsabilità. I due emissari riferirono esplicitamente infatti che la reale verità non sarebbe mai potuta e dovuta venir fuori. Tuttavia, la trattativa non fu poi seguita da alcuna azione concreta, motivo per cui, il 2 aprile 2012, Capaldo rilasciò una dichiarazione pubblica in cui disse che il Vaticano era a conoscenza di quanto accaduto alla ragazza e che per ora la magistratura di Roma non avrebbe fatto spostare la tomba di De Pedis. Nonostante ciò, il giorno seguente, il 3 aprile 2012, Capaldo fu rimosso dall'incarico e sostituito da Giuseppe Pignatone, il quale smentì le dichiarazioni di Capaldo, gli tolse la gestione delle indagini sul caso Orlandi e ordinò l'apertura ed il trasferimento della tomba di De Pedis.
Il 14 maggio 2012 è stata aperta la tomba di De Pedis, ma al suo interno era presente unicamente la salma del defunto che, per espresso desiderio dei familiari, è stata cremata. Si è scavato anche più approfonditamente, ma sono state trovate solo nicchie con resti di ossa risalenti al periodo napoleonico; non furono trovate tracce del DNA né di Emanuela né di Mirella Gregori. Quattro giorni dopo, il 18 maggio, venne indagato don Pietro Vergari per concorso in sequestro di persona.
Nel 2021, dopo le rivelazioni di Capaldo sulla trattativa, Giuseppe Pignatone, rispondendo alle accuse di aver ostacolato e chiuso sbrigativamente il caso dopo essere subentrato a Capaldo, riferì di non essere stato a conoscenza della trattativa tra Capaldo e i due emissari del Vaticano.

## L'archiviazione della seconda inchiesta Orlandi (2016)
Nell'ottobre del 2015 il GIP, su richiesta della Procura e per mancanza di prove consistenti, archivia l'inchiesta sulle sparizioni di Emanuela Orlandi e Mirella Gregori, avviata nel 2006 per via delle dichiarazioni di Sabrina Minardi e che vedeva sei indagati per concorso in omicidio e sequestro di persona: monsignor Pietro Vergari, ex rettore della basilica di Sant'Apollinare dove fino al 2012 era stato sepolto De Pedis, Sergio Virtù, autista del boss, Angelo Cassani detto Ciletto, Gianfranco Cerboni detto Giggetto, Sabrina Minardi e Marco Fassoni Accetti.
Nel 2016 infine la Corte di cassazione si è espressa negativamente sul ricorso in cassazione presentato da Maria Pezzano dichiarandosi inammissibile e confermando l'archiviazione dell'inchiesta giudiziaria chiesta dal GIP verso la fine dell'anno precedente. Il magistrato Giancarlo Capaldo si oppose all'archiviazione ma senza successo.

## I Vatileaks e la pista di Londra

### Il presunto «Rapporto Emanuela Orlandi»
Nel 2012 ci fu una fuga di documenti riservati del Vaticano, evento divenuto noto come scandalo Vatileaks. I documenti erano stati trafugati da Paolo Gabriele, all'epoca maggiordomo di papa Benedetto XVI, il quale li aveva consegnati al giornalista Gianluigi Nuzzi, che li aveva poi pubblicati nel suo libro Sua Santità. Le carte segrete di Benedetto XVI. Successivamente Gabriele disse a Pietro Orlandi di aver visto un dossier intitolato "Rapporto Emanuela Orlandi" sulla scrivania di monsignor Georg Gänswein, allora segretario di Benedetto XVI, ma di non essere riuscito a fotocopiarlo assieme agli altri documenti. Pietro Orlandi riferì che l'anno prima, nel 2011, padre Georg gli aveva parlato della sua intenzione di far avviare un'indagine dal capo della Gendarmeria vaticana Domenico Giani sulla vicenda di Emanuela. Orlandi ipotizzò che il rapporto visto da Gabriele potesse essere stato redatto a seguito di quell'indagine. Lo stesso padre Georg confermò nel 2019 all'avvocato Laura Sgrò, legale della famiglia Orlandi, l'esistenza di tale dossier, dicendo che si trovava presso la Segreteria di Stato del Vaticano. Tuttavia, nel gennaio 2023, nel suo libro Nient'altro che la Verità, uscito pochi giorni dopo la morte di Benedetto XVI, Gänswein dedicò alcune pagine al caso Orlandi in cui negava l'esistenza di suddetto dossier.
Già nel giugno 2017, quando la famiglia Orlandi presentò un'istanza di accesso agli atti per poter visionare «un dossier custodito in Vaticano», monsignor Giovanni Angelo Becciu (sostituto per gli Affari generali della segreteria) ne negò l'esistenza.
Il 27 novembre 2024 il promotore di giustizia vaticana Alessandro Diddi conferma il ritrovamento e quindi l'esistenza del dossier in questione, specificando che il suo contenuto è riservato.

### I documenti del «resoconto sommario»
Nel settembre 2017 il giornalista Emiliano Fittipaldi, autore di altri due libri riguardanti il Vaticano, pubblica Gli impostori. Inchiesta sul potere. A maggio era entrato in possesso di un documento datato 28 marzo 1998 spedito per conoscenza dall'allora capo dell'APSA (l'ente che amministra il patrimonio della Santa Sede) cardinale Lorenzo Antonetti (morto tre anni prima) agli arcivescovi Giovanni Battista Re (allora sostituto per gli Affari generali della segreteria di Stato) e Jean-Louis Tauran (addetto ai Rapporti con gli Stati) dal titolo Resoconto sommario delle spese sostenute dallo stato Città del Vaticano per le attività relative alla cittadina Emanuela Orlandi e di cui al primo capoverso si legge: «La prefettura dell'Amministrazione del Patrimonio della Sede Apostolica ha ricevuto mandato di redigere un documento di sintesi delle prestazioni economiche resosi necessarie a sostenere le attività svolte a seguito dell'allontanamento domiciliare e delle fasi successive allo stesso della cittadina Emanuela Orlandi». Il documento, che dimostrerebbe che la ragazza era in vita e che sarebbe stata mantenuta per diversi anni a Londra a spese del Vaticano, sarebbe stato rubato nella notte tra il 29 e il 30 marzo 2014, senza alcuna infrazione e a colpo sicuro, dalla cassaforte in un armadio blindato della Prefettura degli affari economici che era sotto la responsabilità del segretario monsignor Lucio Ángel Vallejo Balda, arrestato il 2 novembre 2015 nell'ambito del cosiddetto Vatileaks 2 per aver fornito informazioni riservate per la pubblicazione del libro Via Crucis di Gianluigi Nuzzi (finito sotto indagine insieme a Fittipaldi che aveva scritto Avarizia) e poi graziato dal Papa. Francesca Chaouqui, membro della COSEA durante la presidenza Balda, nel suo libro Nel nome di Pietro pubblicato a febbraio rivela che nell'armadio violato, oltre a quello sulla Orlandi, c'erano anche dossier su Michele Sindona e Umberto Ortolani (come confermato anche da monsignor Alfredo Abbondi, capo ufficio della Prefettura), sullo IOR e sulle spese politiche di papa Giovanni Paolo II destinate a Solidarność e che il furto sarebbe stato simulato proprio da Balda.
Il resoconto in possesso di Fittipaldi è un documento dattiloscritto che elenca le spese che sarebbero state sostenute tra il gennaio 1983 (sei mesi prima della scomparsa) e il luglio 1997 dalla Città del Vaticano per gestire la vicenda Orlandi per una somma totale di 483 milioni di lire. Tra le spese elencate nel resoconto ci sono spese volte al depistaggio delle indagini, è menzionata una "Fonte Investigativa presso Atelier di moda Sorelle Fontana L.450.00" (sic per la cifra), rette di vitto e alloggio presso l'ostello delle studentesse dei padri scalabriniani al 176 di Clapham Road (nel documento erroneamente indicata come Chapman Road) a Londra (8 milioni tra il 1983 e il 1985), spostamenti e spese mediche della ragazza (come i 3 milioni per saldare le spese del ricovero presso la clinica St. Mary di Londra con visite ginecologiche). L'ultima nota dell'elenco, datata luglio 1997, reca la scritta «attività generale e trasferimento presso Città del Vaticano con relativo disbrigo pratiche finali L.21.000.000», lasciando intendere una eventuale morte di Emanuela e relativo trasferimento della salma in Vaticano.
L'autenticità di questo documento è stata più volte messa in discussione, soprattutto per il fatto di essere privo di timbri ufficiali, nonché per diversi errori di scrittura insoliti per essere un documento formale (ad esempio, le intestazioni ai due Arcivescovi recano la scritta "Sua Riverita Eccellenza", mentre nei documenti formali ci si riferisce agli arcivescovi con "Eccellenza Reverendissima", oppure il fatto che nel documento ci si riferisce alla «cittadina Emanuela Orlandi», mentre, in realtà, gli abitanti della Città del Vaticano sono, formalmente, "sudditi", in quanto la Città del Vaticano è una monarchia assoluta governata dal Pontefice, nonché molti altri errori grossolani). Un altro elemento che ha generato molti sospetti è la relativa facilità con cui questo documento è stato trafugato, pur essendo un documento top secret. Nonostante ciò, la famiglia Orlandi e molti osservatori, tra i quali anche Fittipaldi stesso, ritengono che il documento potrebbe essere stato sì manipolato o falso, ma che di fatto possa basarsi su elementi reali, e che possa essere stato deliberatamente fatto trafugare come "avvertimento" in un ricatto tra fazioni avversarie all'interno del Vaticano che ancora conoscerebbero, secondo loro, la verità sul caso.

### Altre indicazioni sulla pista inglese
Questa non era la prima volta che qualcuno postulò la teoria che Emanuela Orlandi potesse trovarsi nascosta a Londra. Già il 17 giugno 2011, durante un dibattito sul libro di Pietro Orlandi Mia sorella Emanuela in diretta TV sul canale Romauno, arrivò una telefonata anonima di un uomo, dichiaratosi ex-agente del SISMI con il nome in codice «Lupo», il quale affermò che «Emanuela è viva, si trova in un manicomio in Inghilterra ed è sempre stata sedata». L'uomo aggiunse di aver avuto lui stesso un ruolo nel rapimento e del passaggio della ragazza a Bolzano, e disse che causa del rapimento fu la conoscenza da parte di Ercole Orlandi, padre di Emanuela, delle attività di riciclaggio di denaro che avrebbe visto il coinvolgimento dello IOR, collegando il rapimento a Calvi e al crack dell'Ambrosiano. Il sedicente agente «Lupo» fu poi identificato come Luigi Gastrini, che non aveva mai fatto parte del SISMI e si era inventato tutto, motivo per cui fu poi condannato a otto mesi per simulazione di reato.
Nel 2022 nel suo libro Addio Emanuela, la giornalista Maria Giovanna Maglie pubblica una serie di elementi, corredati da una documentazione, che dimostrerebbero come, dopo il rapimento, la giovane sarebbe stata effettivamente tenuta per decenni all'interno dell'ostello delle studentesse dei padri scalabriniani a Londra, dove sarebbe morta molti anni dopo. Il suo corpo sarebbe stato poi trasferito nuovamente in Italia per essere prima seppellito nel cimitero teutonico di Città del Vaticano e poi cremato.
Nell'aprile 2023 Pietro Orlandi rivela di essere entrato in possesso di una lettera datata 1993 scritta dall'allora Arcivescovo di Canterbury George Carey indirizzata al cardinale Ugo Poletti. Nella lettera l'arcivescovo menziona Emanuela Orlandi, dicendo che sarebbe stato meglio che lui e Poletti si incontrino personalmente per parlare della questione. Altro elemento interessante è che l'indirizzo a cui sarebbe stata inviata la lettera è il 170 di Clapham Road, Londra. Al 176 della stessa via ci sarebbe lo stesso ostello menzionato nel documento del 2017 pubblicato da Fittipaldi in cui la ragazza avrebbe vissuto (o quantomeno alloggiato temporaneamente) sotto la protezione del Vaticano. L'autenticità di questa lettera è stata tuttavia contestata dallo stesso Carey, il quale dichiarò che si tratterebbe di un falso.. L'autenticità della lettera viene smentita ulteriormente dalla grafologa forense Sara Cordella dichiarando che, la firma dell'arcivescovo Carey, sarebbe assolutamente falsa.

## Altre attività e segnalazioni

### La Fiat 127 nel Tevere
Diciannove ore dopo la scomparsa, un pescatore di Roma, Carlo Lazzari, asserì di aver visto il giorno dopo il rapimento due giovani gettare nel Tevere una Fiat 127 e di aver notato sporgere dal finestrino il braccio di una persona. La segnalazione fu subito ricollegata alla scomparsa di Orlandi. L'ispezione del fondale per trovare l'auto durò settimane, ma alla fine l'auto in questione non fu mai trovata. L'episodio fu citato nel 2013 da Marco Accetti, il quale sostenne che l'episodio dell'auto riguardava sì il caso Orlandi, ma che il braccio visto dal pescatore apparteneva ad un manichino, in quanto parte — secondo Accetti — della «sceneggiata» per depistare le indagini. L'attendibilità di Accetti riguardo a questa e ad altre testimonianze è stata più volte messa in discussione.

### La "pista di Bolzano"
Nel febbraio 1985, Josephine Hofer Spitaler, una donna residente a Bolzano, dichiarò ai Carabinieri che due anni prima, nell'agosto 1983, mentre si trovava a casa sua nella località di Terlano, vide arrivare una macchina guidata da un uomo da cui fu fatta scendere una ragazza molto simile ad Emanuela Orlandi. Secondo Hofer, la ragazza avrebbe alloggiato in una casa adiacente alla sua per quattro giorni, per poi ripartire su un'altra macchina accompagnata da un uomo da lei identificato come Rudolf von Teuffenbach, ufficiale del SISMI presso Monaco di Baviera, il quale era di sua conoscenza, nonché proprietario della casa in cui la ragazza avrebbe alloggiato. Hofer dichiarò inoltre di aver avuto l'impressione che la ragazza non fosse proprio in sé (come se fosse stata drogata) e che sembrava che agisse contro la sua volontà. Tuttavia, von Teuffenbach smentì le dichiarazioni di Hofer asserendo che in quel periodo lui si trovava a Monaco di Baviera.
Sempre nel 1985, un'altra donna dell'Alto Adige, Giovanna Blum, disse che nello stesso periodo menzionato dalla Hofer, l'agosto del 1983, avrebbe ricevuto nel cuore della notte una telefonata da parte di una ragazza che diceva di essere Emanuela Orlandi e di trovarsi a Bolzano, e che la implorò di chiamare la polizia. Blum disse di aver chiamato la polizia, ma che subito dopo fu richiamata da un uomo che le intimava in tono minaccioso di dimenticare tutto.
Le dichiarazioni di Hofer e Blum non furono riscontrate da prove sufficienti, nonché per diverse contraddizioni, e furono prese come delle segnalazioni prive di fondamento.

### Le dichiarazioni del cardinale Silvio Oddi
In un'intervista rilasciata su Il Tempo alla giornalista Anna Maria Turi nel luglio 1993, il cardinale Silvio Oddi dichiarò che poco tempo dopo la scomparsa di Orlandi ebbe modo di origliare una conversazione tra due membri della Gendarmeria Vaticana i quali dicevano di aver visto Emanuela Orlandi rientrare in Vaticano da Porta Sant'Anna la sera stessa della sua scomparsa per poi uscirne poco dopo. Secondo quanto riportato da Oddi, la ragazza sarebbe arrivata a bordo di un'auto scura di lusso che era poi rimasta fuori ad attenderla. Pochi minuti dopo, Emanuela sarebbe nuovamente uscita dal Vaticano risalendo a bordo della macchina. 
Oddi fu interrogato in proposito dalla giudice Adele Rando ma non fu in grado di fornire ulteriori chiarimenti in quanto non riuscì a risalire all'identità dei due gendarmi.

### Le tombe del Cimitero Teutonico in Vaticano
L'11 luglio 2019, il Vaticano dispose l'apertura di due tombe all'interno del Cimitero Teutonico dopo che la famiglia Orlandi aveva ricevuto diverse segnalazioni (alcune provenienti anche all'interno della Santa Sede) sul fatto che vi si potessero trovare i resti di Emanuela. Le due tombe in questione erano le tombe della principessa Sofia di Hohenlohe-Waldenburg-Bartenstein e della principessa Carlotta Federica di Meclemburgo-Schwerin, vissute nel XIX secolo. Tuttavia, al loro interno non solo non sono stati rinvenuti resti di Orlandi, ma nemmeno quelli delle due principesse. Al di sotto delle due tombe è stata inoltre rinvenuta una camera vuota che, secondo il perito nominato dalla famiglia Orlandi, il professor Giorgio Portera, non sarebbe databile al XIX secolo, bensì costruita di recente. Successivamente, nell'adiacente edificio che ospita il Collegio Teutonico, è stata individuata una grande quantità di resti ossei, i quali, raccolti in ventisei sacchi, sono stati poi esaminati a vista dal perito nominato dall'ufficio del promotore di giustizia, professor Giovanni Arcudi, alla presenza del professor Giorgio Portera. Terminata tale procedura, gli organi inquirenti del Vaticano hanno chiesto e ottenuto l'archiviazione del fascicolo penale da parte del giudice unico, il quale ha però concesso alla parte lesa la facoltà di esaminare privatamente i reperti per i quali Portera aveva a suo tempo sollevato dubbi di datazione. Il decreto di archiviazione è stato comunque impugnato dal legale di fiducia della famiglia Orlandi. Gli ulteriori accertamenti, effettuati in un secondo momento nei laboratori di Busto Arsizio e Lecce, hanno infine escluso la presenza dei resti di Emanuela tra i reperti esaminati. L'avvocato Laura Sgrò ne ha informato la stampa nel maggio del 2021.
Nell'ottobre 2019, il Vaticano aveva dato il via libera all'analisi del DNA su alcune ossa ritrovate durante dei lavori di restauro nella sede della Nunziatura Vaticana di via Po a Roma. Le indagini, affidate dalla Santa Sede all'Italia, e in particolare alla procura di Roma e alla Polizia scientifica, erano finalizzate a comparare quelle ossa con il DNA di Emanuela Orlandi. Le ossa ritrovate nella Nunziatura non appartenevano tuttavia né a Emanuela Orlandi, né a Mirella Gregori, bensì ad un uomo vissuto prima del 1964, prima che le ragazze nascessero.

## Inchieste del 2023

### La prima inchiesta vaticana, la terza inchiesta della Procura di Roma e la Commissione Parlamentare
Il 9 gennaio 2023, per volere di papa Francesco, il promotore di giustizia vaticano Alessandro Diddi e la gendarmeria aprono ufficialmente per la prima volta le indagini a distanza di quasi quarant'anni dalla scomparsa di Emanuela. Con l'apertura dell'inchiesta, sono state rinnovate le richieste affinché vengano sentite per la prima volta alcune persone, ancora in vita, che potrebbero fornire un contributo importante alle indagini, tra cui la compagna di scuola di musica che si trovava con Emanuela il pomeriggio del rapimento, e il cardinale Giovanni Lajolo che, in quell'anno, ricopriva un importante ruolo diplomatico presso la Santa Sede. A fine marzo, il Parlamento italiano inizia un processo per l'istituzione di una commissione parlamentare bicamerale d'inchiesta sulla sparizione di Emanuela Orlandi e anche di Mirella Gregori. La proposta della Commissione è approvata subito all'unanimità alla Camera dei deputati ma incontra alcune difficoltà in Senato, soprattutto dopo che il promotore di giustizia vaticana Diddi aveva definito un'eventuale commissione un'"intromissione perniciosa" nelle indagini vaticane. La Commissione è stata poi approvata anche in Senato il 9 novembre dello stesso anno.
L'11 aprile Pietro Orlandi, accompagnato dall'avvocato Laura Sgrò, incontra per la prima volta in Vaticano il promotore di giustizia Alessandro Diddi, verbalizzando la sua testimonianza e presentando le relative informazioni da lui raccolte nel corso degli anni, nonché una lista di nomi da interrogare.
II 15 maggio la Procura di Roma apre la terza inchiesta sul caso Orlandi, assicurando che l'indagine della magistratura italiana si svolgerà in collaborazione con la già avviata inchiesta vaticana di Diddi.
Il 25 giugno, durante l'Angelus, papa Francesco ricorda il quarantesimo anniversario della scomparsa di Emanuela Orlandi esprimendo "vicinanza ai familiari, soprattutto alla mamma", estendendo poi la sua preghiera a tutte le persone scomparse. Era la prima volta dal 1984 che un pontefice menzionava pubblicamente Emanuela Orlandi. La famiglia Orlandi ha accolto positivamente le parole del Papa.
Nella notte tra il 5 e il 6 luglio vengono squarciati gli pneumatici all’auto di Pietro Orlandi, a pochi passi dalla sua abitazione in Borgo Pio.

### I sospetti sullo zio Mario Meneguzzi
Il 10 luglio, in un servizio del TG LA7, viene riportata una pista al vaglio degli inquirenti vaticani che ipotizzerebbe un presunto ruolo di Mario Meneguzzi, zio paterno di Emanuela Orlandi in quanto marito della sorella di Ercole Orlandi. Nel servizio sono stati presentati un'ipotetica somiglianza tra Meneguzzi e l'identikit dell'"uomo della Avon" incontrato da Emanuela la sera della scomparsa in Corso Rinascimento fornito dal vigile Alfredo Sambuco, nonché una lettera del cardinal Agostino Casaroli inviata a monsignor José Luis Serna Alzate (che era stato prete confessore della famiglia Orlandi) in cui si menzionava un episodio risalente al 1978 di presunte avances fatte da Meneguzzi a Natalina Orlandi, sorella maggiore di Emanuela. Nella lettera, Casaroli chiedeva a monsignor Serna Alzate di confermare o meno se Natalina gli avesse fatto questa confessione, al che il monsignore colombiano rispose confermando l'episodio.
Mario Meneguzzi, che lavorava in Parlamento come responsabile della buvette della Camera dei Deputati, era stato coinvolto dalla famiglia Orlandi fin dalle prime ore dalla scomparsa, aiutando attivamente i parenti nelle ricerche, svolgendo il ruolo di portavoce della famiglia, nonché rispondendo alle telefonate dei presunti rapitori.   
Il giorno seguente, in una conferenza stampa, Pietro e Natalina Orlandi hanno definito il rilascio di questi documenti come l'ennesimo tentativo di depistaggio da parte del Vaticano per "scaricare le responsabilità sulla famiglia" ed escludendo tassativamente qualsiasi collegamento tra l'episodio delle avances a Natalina e la scomparsa di Emanuela. Gli Orlandi hanno specificato che questa ipotesi era già stata investigata nel 1983 dal magistrato Domenico Sica ma che era stata abbandonata dopo aver stabilito che Meneguzzi la sera della scomparsa si trovava con la sua famiglia nella casa di villeggiatura a Spedino, frazione di Borgorose (RI). L'alibi di Meneguzzi fu in parte verificato dal giudice Ilario Martella il 31 ottobre 1985, oltre due anni dopo la scomparsa di Emanuela. Meneguzzi aveva dichiarato di essere arrivato alla casa di villeggiatura il pomeriggio del 21 giugno (giorno prima della scomparsa), e si trovava in compagnia della moglie Lucia, della figlia Monica e della cognata Anna Orlandi. Era stato avvisato del mancato rientro di Emanuela via telefono dal cognato Ercole verso la mezzanotte del 22 giugno, ritornando così tempestivamente a Roma per aiutare gli Orlandi. 
Alle accuse mosse dalla famiglia Orlandi il Vaticano risponde affermando che “il 19 aprile scorso i magistrati vaticani hanno consegnato riservatamente all'Italia, coperta dal segreto istruttorio, la documentazione disponibile relativa al caso, inclusa quella raccolta nei mesi precedenti nel corso dell'attività istruttoria". Inoltre la Santa Sede fa sapere che "condivide il desiderio della famiglia di arrivare alla verità sui fatti e, a tale fine, auspica che tutte le ipotesi di indagine siano esplorate”.
Mario Meneguzzi fu attenzionato da entrambi i primi due magistrati dell'inchiesta, Margherita Gerunda e Domenico Sica. Intervistata dal giornalista Pino Nicotri nel 2013, Gerunda ha dichiarato: «Meneguzzi aveva sin dal principio dato adito a sospetti per il suo comportamento eccessivamente presenzialista. Sembrava che, più che essere di aiuto alle indagini, volesse conoscere cosa veniva scoperto dagli inquirenti. Decidemmo di conseguenza di tenerlo il più possibile a distanza». Domenico Sica dispose di far pedinare Meneguzzi da un'automobile dei Carabinieri del Reparto Operativo, ma il pedinamento fu bruciato quando Meneguzzi, accortosi di essere seguito, si rivolse a Giulio Gangi, il quale andò a controllare negli archivi e gli rivelò che la macchina era un'auto dei Carabinieri con targa coperta, facendo saltare l'operazione.

## Filmografia
- Liberate Emanuela, regia di Gianni Crea (1984), interpretato da Gaetano Campisi, Italo Gasperini, Gordon Mitchell e Ombretta Piccioli nel ruolo di Emanuela Orlandi.
- La verità sta in cielo, regia di Roberto Faenza (2016), con Riccardo Scamarcio nel ruolo del boss appartenente alla Banda della Magliana Enrico De Pedis e Greta Scarano nel ruolo della sua compagna Sabrina Minardi. Ad interpretare Emanuela Orlandi è l'attrice Adriana Serrapica.
- Vatican Girl: la scomparsa di Emanuela Orlandi, regia di Mark Lewis (2022), docu-serie in quattro episodi distribuita su Netflix.[125]